# Outshined
Outshined è un singolo del gruppo rock statunitense Soundgarden, pubblicato nel 1991 ed estratto dall'album Badmotorfinger.
La canzone è stata scritta da Chris Cornell, frontman del gruppo.

## Tracce
- CD/12" (USA)

1. Outshined (edit) – 4:10
2. Outshined – 5:11

- 7" Vinile (UK)

1. Outshined – 5:11
2. I Can't Give You Anything (Dee Dee Ramone) – 2:16

## Video
Il videoclip del brano è stato diretto da Matt Mahurin e prodotto da Jonathan Dayton e Valerie Faris.